# Regência (governo)
Regência (do latim regentia) refere-se ao governo temporário instituído em um país durante um impedimento do chefe de Estado, especialmente de um monarca. Por exemplo: quando o regente (geralmente, uma personalidade da família real) exerce o poder em nome do monarca, seja porque este é demasiado jovem, seja porque está ausente ou incapacitado. Outro exemplo: quando o reino está em período de interregno. A regência cessa quando desaparece a causa que a motivou. A regência pode ser individual ou coletiva, e, geralmente, é exercida por pessoas ligadas à Coroa, como o pai ou a mãe do rei ou o príncipe herdeiro. O regente é escolhido para atuar como chefe de Estado.

## Exemplos de regência
|                                                                |  |                                                                 |
| Diogo Antônio Feijó, regente único do Brasil entre 1835 e 1837 |  | Pedro de Araújo Lima, regente único do Brasil entre 1837 e 1840 |

No caso de interregno, em que a linhagem real morreu, busca-se o parente mais próximo da família real. Este foi o caso da Finlândia e Hungria, onde a linhagem real foi considerada extinta no rescaldo da Primeira Guerra Mundial (1914 - 1918). Na Islândia, o regente representava o rei da Dinamarca como soberano da Islândia até que o país se tornou uma república em 1944.
No caso da República das Duas Nações (1569-1795), os reis eram eletivos, o que muitas vezes levou a um razoavelmente longo interregno. Nesse ínterim, era o primaz católico romano polonês que servia como regente, denominado "interrex" (latim: "régua entre reis", como no Reino de Roma).
Quando a família real portuguesa optou por transferir-se do Reino de Portugal para o Brasil, designou o Conselho de Regência de 1807 para governar esse seu território que momentaneamente deixava.
No Império do Brasil, as regências mais marcantes foram: o período entre 1831 e 1840, justamente chamado de período regencial, assolado por várias rebeliões; e o da princesa Isabel, que atuou como princesa regente nos períodos de (1870-1871, 1876-1877 e 1887-1888). Durante a sua regência, ela sancionou a Lei Áurea: graças a este feito, o papa Leão XIII lhe remeteu a comenda da Rosa de Ouro como reconhecimento pela abolição da escravatura.
A Hungria, entre 1920 e 1944, foi um reino sem monarca, sob a regência do vice-almirante Miklós Horthy.
Atualmente, existem apenas duas regências no mundo: o soberano de Liechtenstein e a constitutiva do estado malaio de Kedah.[carece de fontes?]